# Andagueda
Andagueda (Emberak), pleme amerčkih Indijanaca s gornjih pritoka rijeke Atrato u Kolumbiji. Sami sebe nazivaju Emberak, u značenju ljudi, dok su ime andagueda dobili po istoimenoj rijeci.
Andaguede je opisao Henry Gregory Granger, kao ljude niskog rasta (oko 5 stopa visine 152 cm; žene 4 stope) koji lutaju svojim područjem.
Naoružani su puhaljkama koje nazivaju bor-ro-kay-ra s kojima ispuhuju otrovne strelice bee-ro-tay. Otrov za ove strelice dobivaju od neke vrste žabe koji fatalno djluje na bilo kojeg sisavca.
Jezikoslovci su Andaguede klasificirali jezičnoj skupini Chocó.